# Velký Chlumec
Velký Chlumec är en ort i Tjeckien.   Den ligger i regionen Mellersta Böhmen, i den centrala delen av landet, 40 km sydväst om huvudstaden Prag. Velký Chlumec ligger 419 meter över havet och antalet invånare är 335.
Terrängen runt Velký Chlumec är kuperad söderut, men norrut är den platt. Runt Velký Chlumec är det ganska tätbefolkat, med 54 invånare per kvadratkilometer. Närmaste större samhälle är Příbram, 16,2 km söder om Velký Chlumec. I omgivningarna runt Velký Chlumec växer i huvudsak blandskog.